# Bitwa pod Misilmeri
Bitwa pod Misilmeri – bitwa w roku 1068, między wojskami normańskimi pod wodzą Rogera de Hauteville a siłami emiratu Sycylii, dowodzonymi przez emira Ajuba. Normanowie, podbiwszy wschodnią Sycylię po bitwie pod Cerami, kontynuowali ekspansję na zachód. Pod Misilmeri silna armia emira została rozbita
Bitwa pod Misilmeri była drugą, po Cerami, bitwą stoczoną przez silne armie w otwartym polu, i decydującą bitwą kampanii. Stoczona niedaleko (ok. 13 km w  linii prostej od Palermo), złamała opór muzułmański. Sycylia została w pełni podbita pod zdobyciu Palermo w 1072 roku, ale po Misilmeri panowało przeświadczenie, że emirat musi upaść.